# Matthias Maus

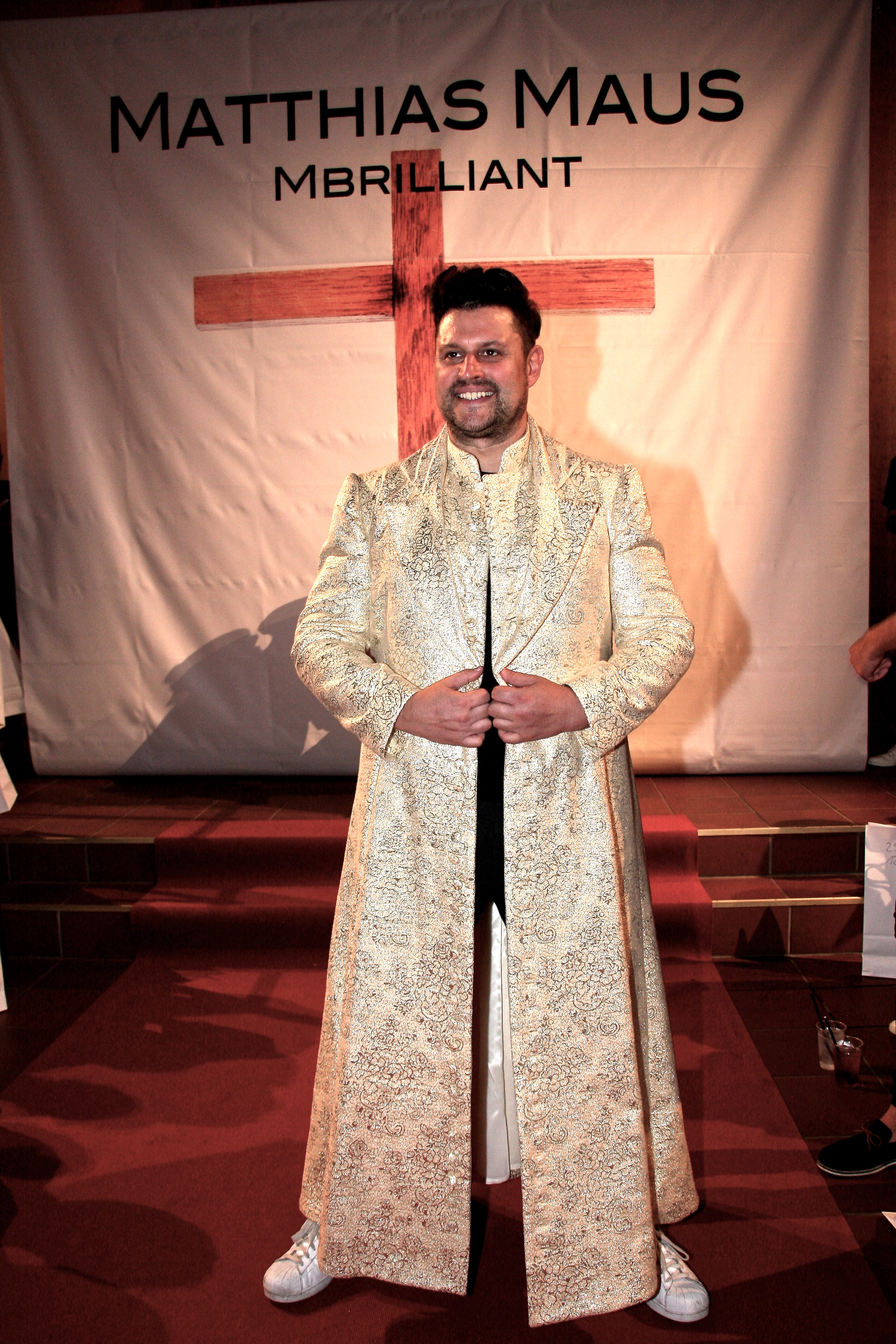
Matthias Maus Fashion Week 2019

Matthias Maus (* 29. Oktober 1967 in Darmstadt) ist ein deutscher Modedesigner und Künstler.

## Leben
Von 1989 bis 1992 absolvierte Maus eine Ausbildung zum Damenschneider bei Ado Strube Haute Couture in Frankfurt am Main. Von 1992 bis 2010 fertigte er als Chefdesigner für das Frankfurter Modelabel Ella Singh hauptsächlich Rote-Teppich-Roben für internationale Prominenz, darunter für die RTL-Moderatorin Frauke Ludowig, die Eiskunstläuferin Katarina Witt und Paris Hilton. Von ihm stammen auch zahlreiche Kostüme der Kandidaten der Casting-Shows Deutschland sucht den Superstar und Germany’s Next Topmodel. Außerdem entwarf er das Kostümbild für die Musicalproduktion Robin Hood, war für das Label Wunderkind von Wolfgang Joop tätig und schuf preisgekrönte Schaufenster-Gestaltungen für die Modekette Peek & Cloppenburg.
Am 11. November 2011 stellte Matthias Maus erstmals seine Kreationen für das Clubware-Label MBrilliant in Berlin vor. Für Aufsehen sorgte dabei eine von ihm entworfene mit Perlen und Steinen besetzte Robe, die den männlichen Phallus einkleidet und mit einem Diadem als Hüftcollier getragen wird.
2013 entwarf Maus das Kostüm für den Bühnenauftritt der Sängerin Natalie Horler mit ihrer Band Cascada beim Auftritt zum Eurovision Song Contest in Malmö. Außerdem präsentierte er seine neue Kollektion auf der Berliner Modemesse Berlin Fashion Week. Durch einen Fan wurde Maus 2013 auf die Thematik Ehrenmorde aufmerksam, der auch Männer zum Opfer fallen, wenn sie bspw. homosexuell sind. Maus setzt sich seither öffentlich für die Bewusstmachung des Themas ein.
Im Januar 2015 präsentiert Maus die Club-Kollektion „Shadowdance - Wheel of Fortune“. Der Titel geht auf die Karte im Tarot „Rad des Schicksals“ zurück und hat auch zum Ziel auf diejenigen zu verweisen, die im Schatten stehen, unsichtbar für die Öffentlichkeit, und die durch schicksalhafte Umstände nicht die Möglichkeit haben, ihren Überzeugungen entsprechend ein selbstbestimmtes Leben führen zu können.
Eine im Juli 2017 von Matthias Maus veranstaltete Modenschau erregte mediales Aufsehen durch die dort präsentierten Hüftcolliers, eine „Bekleidung für den männlichen Phallus“, die Maus als „Aufmerksamkeitserreger für eine Gleichberechtigung in der Männermode“ einsetzte.

## Auszeichnungen
- 2007: 1. Platz beim Innovations-Modedesigner-Cup Frankfurt[13]
- 2008: 3. Platz beim Innovations-Modedesigner-Cup Frankfurt[14]